# Seine-Saint-Denis Style / Laisse pas traîner ton fils
Singles de Suprême NTM
Affirmative Action Seine-Saint-Denis Style Remix
(21 janvier 1997) Ma Benz
(20 octobre 1998)
Seine-Saint-Denis Style / Laisse pas traîner ton fils est un single et un maxi du groupe Suprême NTM, sorti le 9 juin 1998.

## Contenu
Seine-Saint-Denis Style est conçu par Daddy Jokno d’Afro Jazz, un hymne au département de la Seine-Saint-Denis et un exercice d’ego-trip.
Laisse pas traîner ton fils est conçu par Sulee B Wax avec la chanteuse Angie aux chœurs. La production est directement inspirée de Mobb Deep. Sulee B Wax utilise également cette production pour le titre "Pourquoi" de Busta Flex sur son premier album.  
Pour promouvoir l'album Suprême NTM (album), le titre Seine-Saint-Denis Style fait l'objet d'un single bootleg créé illégalement par le manager du groupe Nicolas Nardone et un employé de Sony Music Entertainment, Vrej Minassian, à quelques centaines d'exemplaires, afin de susciter la curiosité des médias.

## Pochette
La pochette reprend une photographie de Laurent Seroussi et présente indistinctement les faces recto et verso comme celle de l'album Suprême NTM.

## Clip
Les clips des deux titres sont réalisés par Yannis Mangematin.

## Liste des titres
Sur la version single sortie au format CD :
- Seine-Saint-Denis Style
- Laisse pas traîner ton fils

La version disque maxi 45 tours comprend en plus les versions instrumentale et a capella des deux titres.